# Verbesina grayii
Verbesina grayii là một loài thực vật có hoa trong họ Cúc. Loài này được (Sch.Bip.) Benth. ex Hemsl. miêu tả khoa học đầu tiên năm 1881.